# Rosemary Hennessy
Rosemary Hennessy (2 de marzo de 1950) es una profesora de inglés y directora del Centro de estudio de mujeres, género, y sexualidad en la Rice University. Ha sido parte de la Rice University desde 2006.
Ha escrito extensamente sobre feminismo materialista.

## Educación
Recibió su Ph.D en Inglés de la Universidad de Syracuse, su máster en Inglés en Universidad de Temple, y su bachiller en inglés en la Universidad de Pensilvania.